# 2015 KQ174
2015 KQ174 est un transneptunien de magnitude absolue 7,3 en en résonance 2:5 avec Neptune.
Cet objet compte parmi les objets connus ayant l'un des aphélies les plus élevés.